# Leontine von Dötscher
Leontine von Dötscher (v českém prostředí též Leontina z Dötscherů, narozena asi v červnu 1849, zemřela po roce 1929) byla německá operní zpěvačka - mezzosopranistka.

## Život
Podle pražských pobytových přihlášek se narodila roku 1854 nebo 1858, je ale také možné, že se narodila v červnu 1849.
V letech 1877–1882 zpívala na scéně Dvorního divadla ve Schwerinu (Hoftheater Schwerin, nyní Mecklenburgisches Staatstheater Schwerin). V roce 1882 jí byl udělen titul Komorní pěvkyně (Kammersängerin).
Podle zpráv v tisku oslavila roku 1929 v osamocení 80. narozeniny.
V letech 1895–1912 vyučovala zpěv na pražské konzervatoři. Mezi její žáky patřili například Bedřich Plaške, Pavel Ludikar nebo dcera Antonína Dvořáka Magdalena Dvořáková.

## Publikace
- Giuseppe Concone: 50 hlasových cvičení, op. 9 (revidovaly L. Doetscherová a K. Emingerová) Praha : Orbis, 1950